# Андерс Йогансен
Андерс Йогансен (нар. 18 лютого 1977) — данський астрофізик, професор Лундського університету (з 2017 року). Його дослідження зосереджені на використанні комп'ютерних моделей для розуміння процесів планетоутворення.

## Наукові результати
В аспірантурі він вивчав теорію того, як небесні тіла можуть виникати не тільки в результаті великих об'єктів порівнюваних мас, а й шляхом акреції великої кількості малих камінців. Коли згустки пилу в його симуляції стають великими та достатньо щільними, сила тяжіння починає переважати та спричиняє нестійкість, що може призводити до планетоутвореня. Пізніше теорії були підтверджені, серед іншого, дослідженнями транснептунового об'єкта Аррокот після прольоту космічного зонда «Нью-Горайзонс» у 2019 році.

## Нагороди
- 2011 — грант Європейської дослідницької ради на стартап у розмірі 1,5 мільйона євро[8].
- 2012 — стипендіат Академії Валленберга, з продовженням у 2017[9].
- 2015 — премія Стена фон Фрізена[10].
- 2019 — премія Йорана Густафссона з фізики «за новаторські дослідження формування та розвитку планет поблизу молодих зір»[5].
- 2019 — стипендіат Валленберга[11].